# الرمشي
الرمشي إحدى بلديات دائرة الرمشي بولاية تلمسان الجزائرية.
كما أنها تشهد تطورا كبيرا على المستوى الاقتصادي، ونموا ملحوظا في مجال العقارات وهذا بفضل المجهودات المبدولة من طرف السلطات البلدية، كما أن مدينة الرمشي معروفة باتساع شوارعها وازدهار التجارة
ومن جهة أخرى فإن هاته الأخيرة تعرف زيادة سكانية عاما بعد عام وتوسعا في الحدود الجغرافية.
يوجد بها سوق كبير ينشط يومي الثلاثاء والخميس يبيع مختلف السلع بما في ذلك السيارات ، كما أنها تمتلك شواطئ خلابة و ذات أهمية سياحية و إقتصادية

## التعليم
يوجد بالرمشي العديد من المدارس الابتدائية منها شقاف الضراوي ومجاوي رشيد وبن يخلف عبد الله وكذلك العديد من المتوسطات منها عبد الباسط وسي طارق وابن رشد ومجاوي محمد و غرين يوسف وثلاث ثانويات وهي ثانوية الجديدة وثانوية داود محمد الجبلي وثانوية بحيرة قرار.
كما يوجد في مطلعها مركز متخصص في معالجة الأمراض الدهنية للصغار.